# ذراع الشرف

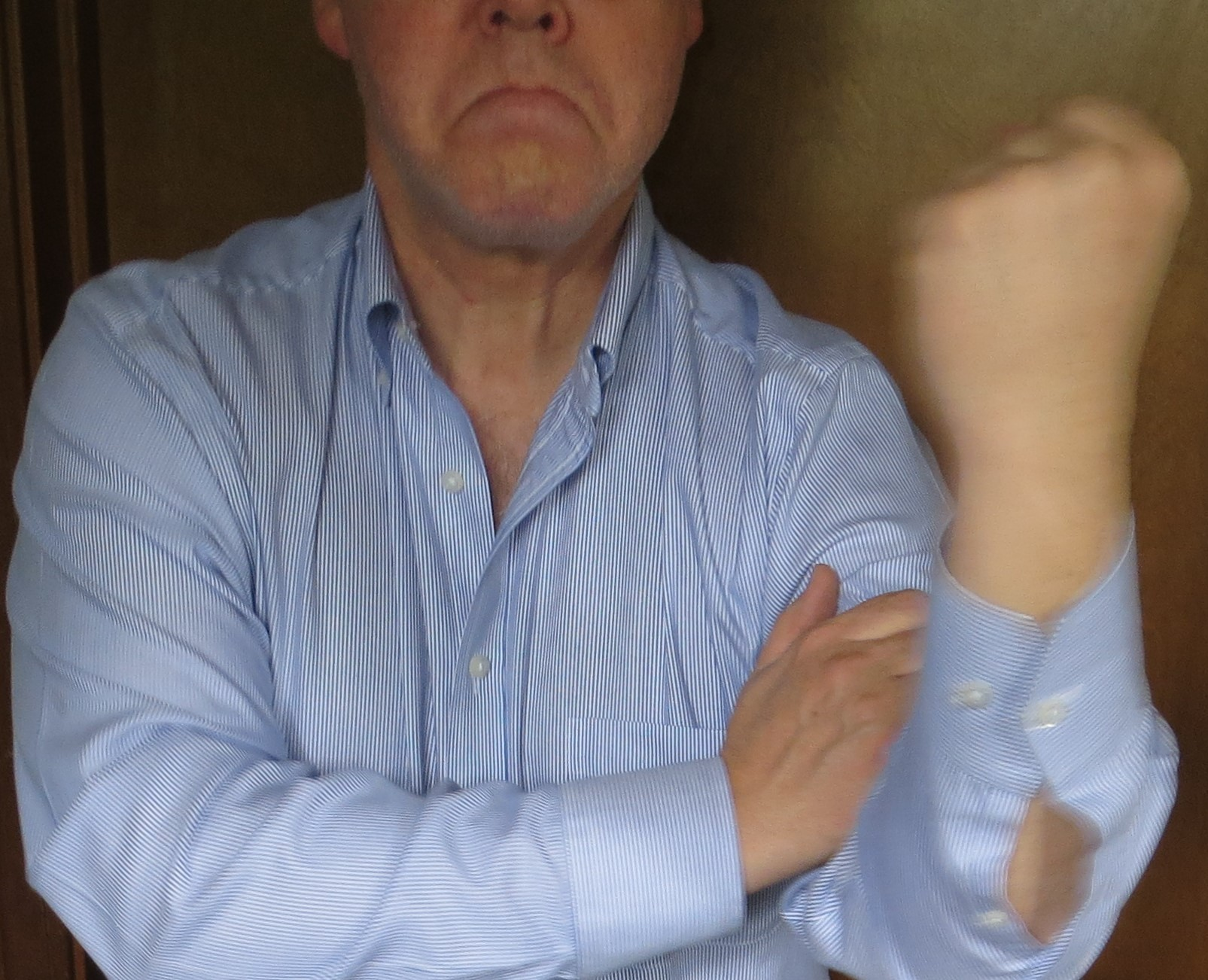
ذراع الشرف

ذراع الشرف هي حركة بذيئة ومسيئة، تعبر عن الازدراء وتعادل تقريباً كلمة فاك يو في اللغة الإنجليزية. وهي شائعة لدى الشعوب اللاتينية (إسبانيا، إيطاليا، فرنسا، البرتغال، رومانيا، بلجيكا، أمريكا اللاتينية وكيبيك) بالإضافة إلى روسيا، بولندا، المجر، بلغاريا، كرواتيا، تركيا، جورجيا، أيرلندا وأجزاء من اسكتلندا.